# Kunu László
Kunu László (1955. – 2019. május 1.) magyar rockzenész, basszusgitáros.

## Pályafutása
Fiatalkorában a Kis Rákfogó nevű zenekarban játszott. 1979-ben csatlakozott basszusgitárosként a Mini együttesbe a Dinamithoz szegődő Németh Alajos helyére. Kunu László ettől kezdve – egészen az együttes 1983-as feloszlásáig – velük játszott. A Mini együttes 1993-ban állt össze ismét egy koncertre.

## Diszkográfia
A Mini együttessel
- Úton a Föld felé (1979)
- Mini koncert (koncertalbum, 1980)
- Dzsungel (1983)
- Vissza a városba (válogatásalbum, 1993)
- 25 év rock (koncertalbum, 1993)